# La montagna
La montagna (The Mountain) è un film di Edward Dmytryk del 1956. È tratto dal romanzo La neve a lutto di Henry Troyat, a sua volta ispirato al disastro aereo del Malabar Princess del 1950.

## Trama
Zaccaria e Cristoforo "Cris" Teller sono due fratelli che abitano insieme in un piccolo villaggio dell'Alta Savoia; tra di loro c'è una grossa differenza d'età, e Zaccaria ha praticamente fatto da padre e madre a Cris. I due sono molto diversi: Zaccaria, ex guida alpina che ha abbandonato l'attività alpinistica in seguito alla morte di un cliente, vive allevando pecore, contento della sua vita, mentre il fratello lavora in paese nell'ambito turistico, insofferente della sua situazione e desideroso di arricchirsi e di andarsene. Un giorno, un aereo proveniente da Calcutta si schianta in cima al Monte Calvo, che sovrasta il paese. La squadra di soccorso che, contro il parere di Zaccaria, ha tentato l'ascesa per la via normale del versante nord, deve rinunciare all'ascesa dopo la morte in un crepaccio della loro guida, vecchio amico di Zaccaria.
Cris ha l'idea di tentare l'ascesa dal lato sud per raggiungere il relitto e saccheggiare oro, denaro e gioielli; Zaccaria rifiuta di accompagnarlo, poi, preoccupato dell'incolumità del fratello deciso a partire comunque, si lascia convincere.
Il giorno dopo i due iniziano la salita, con Zaccaria come primo di cordata; la salita si rivela difficile, vi sono alcuni incidenti, ma alla fine i due fratelli raggiungono la cresta sommitale, ed infine il relitto. Mentre fruga alla ricerca di valori, Cris trova una ragazza indiana che è sopravvissuta all'impatto; Zaccaria decide di tentare di portarla a valle, contro il parere di Cris, che teme che la loro spedizione di saccheggio venga scoperta. I fratelli bivaccano nel relitto dell'aereo, mentre infuria la tormenta; il giorno dopo, Zaccaria prepara una slitta improvvisata per la ragazza, ma Cris lo allontana e tenta di strangolare la sopravvissuta: ne segue una lotta tra i due fratelli, in cui il più anziano ha la meglio. Sfruttando il fatto che la tormenta ha migliorato la tenuta della neve, Zaccaria inizia la discesa lungo il ghiacciaio del versante nord, con la ragazza sulla slitta; Cris, recuperate borse di valori e macchine fotografiche, lo segue, senza però riuscire a raggiungerlo. Giunti alla crepaccia terminale del ghiacciaio, Zaccaria e la ragazza riescono a passare su un ponte di neve instabile, che crolla subito dopo il loro passaggio; Cris, giunto poco dopo, tenta di passare su un altro ponte di neve che, però, non ne regge il peso, facendolo cadere nel fondo del crepaccio.
Zaccaria riesce ad arrivare al villaggio con la ragazza in braccio. Viene interrogato sull'accaduto dai compaesani e dai rappresentanti delle forze dell'ordine, cui dà una versione esattamente opposta a quello che è realmente successo: ovvero che l'idea di salire al saccheggio era stata sua, mentre Cris aveva cercato di dissuaderlo; che Cris aveva voluto salvare la ragazza mentre lui si opponeva e che Cris, soprattutto, era "un galantuomo". Nessuno gli crede, tanto che il giornalista non appena lui viene soccorso, fa a pezzetti il foglio di carta dove stava scrivendo ciò che Zaccaria gli aveva, mentendo, appena raccontato.

## Produzione
Il film è stato girato nei dintorni di Chamonix, utilizzando nomi fittizi per le montagne.
All'epoca del film, Spencer Tracy aveva 56 anni, mentre Robert Wagner ne aveva 26; diverse fonti (ad esempio il Mereghetti,, MSN.com) sottolineano questo fatto, affermando che i due protagonisti sono poco credibili come fratelli.

## Critica
Bosley Crowther, in una critica sul New York Times immediatamente successiva all'uscita del film, evidenzia come pregi l'ottima sequenza centrale della scalata al versante sud e gli splendidi panorami; per contro, attribuisce alla pellicola diversi difetti. Il principale sarebbe la difficoltà ad identificarsi con i due protagonisti, avendo sempre in mente il fatto che la loro salita è finalizzata ad un'azione di sciacallaggio. Inoltre, il personaggio di Spencer Tracy sarebbe un qualcosa che oscilla tra virtù contadina e completa stupidità, mentre il personaggio di Robert Wagner sarebbe stridentemente giovanile, ed un po' troppo "americano" per le Alpi svizzere (sic)..
La critica moderna è più articolata, ma in genere non è tenera con il film.
Il Morandini stigmatizza il fatto che la sceneggiatura avrebbe travisato il senso del romanzo, trasformando la storia in un "convenzionale melodramma alpinistico", coadiuvata in ciò dalla regia senza voli.. Il Mereghetti, oltre a sottolineare la poca credibilità dei due attori protagonisti come fratelli, lamenta anche una perdita di qualità del film lì dove il moralismo di Dmytryk emerge; alla fine, assegna al film una votazione di 1,5 su 4. Il Dizionario del Cinema parla di "racconto gonfiato", con una votazione complessiva di 2,5 su 4.
Secondo MSN.com, il film è un valido studio di personaggi, coadiuvato dall'ottima qualità delle riprese sul posto; il tutto però è guastato dall'eccessivo ricorso a visibilissimi "esterni in studio".
La qualità dei panorami e dello studio di personaggi è sottolineata anche da Rotten Tomatoes. Qui si apprezzano anche le performance di Robert Wagner e di Spencer Tracy, il quale ci offre un'ottima figura di uomo avventuroso e spirituale, anche se, a detta del sito, l'attore sarebbe un po' troppo anziano per arrampicarsi sulle montagne. Quest'ultimo parere non è pienamente condiviso da tutti; Spencer Tracy come vecchio alpinista viene trovato infatti "credibilissimo" dagli organizzatori della manifestazione Oltre le Vette 2007.
Secondo Dimensione Montagna, infine, la storia è ancora valida a distanza di cinquant'anni: dolorosa ma giusta e colma di umanità nel finale, "quasi ingenuamente morale".

## Riconoscimenti
- 1957 - BAFTA
  - Candidatura miglior attore straniero a Spencer Tracy